# Marató de TV3 contra les malalties minoritàries del 2009
La Marató de TV3 del 2009 es va dedicar a la lluita contra les malalties minoritàries i la va presentar Josep Cuní.
Durant la Marató molts artistes van interpretar el tema que havien fet del disc.

## La Marató
Va començar a les deu del matí. Al seu tancament havia recollir 1732276 euros.

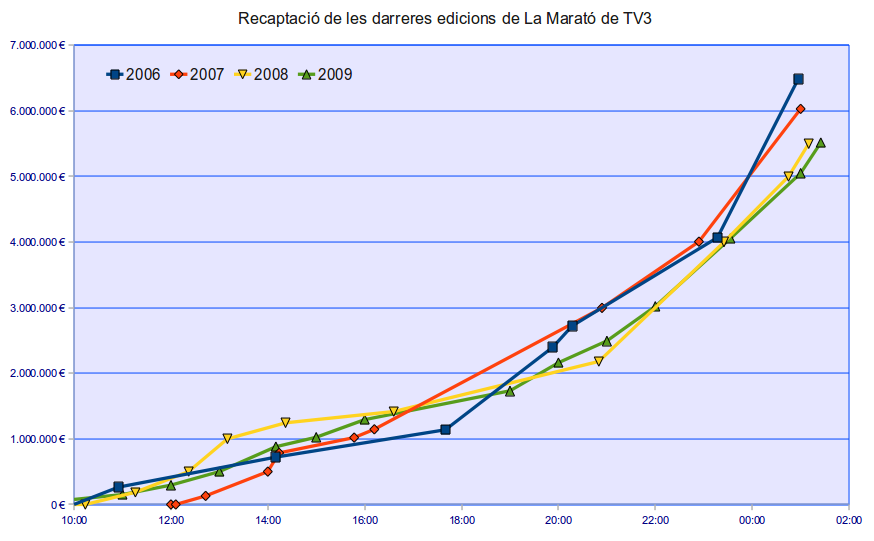
Gràfic comparatiu de la recaptació durant el dia de les tres darreres edicions de La Marató.

| Núm | Hora             | Recaptació   | Notes                                                                                             |  |
| --- | ---------------- | ------------ | ------------------------------------------------------------------------------------------------- |  |
| 1   | 10:00            | 76.250 euros | Comença la Marató (diners ingressats abans de l'inici amb patrocinadors, donatius avançats, etc.) |  |
| 2   | 11:00            | 151.005 €    |                                                                                                   |  |
| 3   | 12:00            | 294.971 €    |                                                                                                   |  |
| 4   | 13:00            | 500.965 €    |                                                                                                   |  |
| 5   | 14:10            | 880.733 €    |                                                                                                   |  |
| 6   | 15:00            | 1.024.900 €  |                                                                                                   |  |
| 7   | 16:00            | 1.293.565 €  |                                                                                                   |  |
| 8   | 19:00            | 1.732.976 €  |                                                                                                   |  |
| 9   | 20:00            | 2.160.874 €  |                                                                                                   |  |
| 10  | 21:00            | 2.493.479 €  |                                                                                                   |  |
| 11  | 22:00            | 3.020.101 €  |                                                                                                   |  |
| 12  | 23:25            | 4.055.524 €  |                                                                                                   |  |
| 13  | 01:00            | 5.050.123 €  |                                                                                                   |  |
| 14  | 01:25            | 5.516.492 €  | Última actualització del marcador, finalitza la Marató                                            |  |
| 15  | Recaptació final | 7.120.569 €  | Recaptació final de la Marató de TV3 de l'any 2009                                                |  |

## El disc de La Marató 2009
El dia 6 de desembre amb els diaris La Vanguardia, El Punt, el Diari de Tarragona, Diari de Girona, La Mañana, Segre, Regió 7, El Periódico, Sport i Mundo Deportivo es va poder comprar per 9 euros el quart disc de La Marató.
| Cançó                                | Intèrpret                                          |
| ------------------------------------ | -------------------------------------------------- |
| 1. Sense tu                          | Dept.                                              |
| 2. Si em tens aquí                   | OBK                                                |
| 3. Navegant                          | Pep Sala                                           |
| 4. Tan sols                          | Paul Carrack                                       |
| 5. Noia, no ploris més               | José Mercé                                         |
| 6. Els carrers de Filadèlfia         | Luis Eduardo Aute                                  |
| 7. Vine                              | Los Diablos, Los Sirex, Los Mustang i Los Salvajes |
| 8. Creies en mi                      | La Vella Dixieland i Divinas                       |
| 9. Em sento bé                       | Jarabedepalo                                       |
| 10. Estima'm tendrament              | Marina Rossell                                     |
| 11. Ets la millor                    | Lorena                                             |
| 12. Els teus somnis                  | Nour i Voces y música para la integración          |
| 13. Contigo aprendí                  | Lucrecia                                           |
| 14. Com he fet sempre                | Quico Pi de la Serra i Els Montgrins               |
| 15. Tot passarà                      | Xazzar i Txell Sust                                |
| 16. Herois                           | Mishima                                            |
| 17. La Rosa                          | Bikimel                                            |
| 18. El nostre heroi (No defalleixis) | Xavier Martínez                                    |
| 19. Sintonia LA MARATÓ               | Emsemble Taller de Músics                          |